# Cyanotis ceylanica
Cyanotis ceylanica là một loài thực vật có hoa trong họ Commelinaceae. Loài này được Hassk. mô tả khoa học đầu tiên năm 1870.